# Fiat 600 Multipla

Fiat 600 Multipla (it.: Fiat seicento Multipla), je štirivratni enoprostorec, ki ga je v letih od 1956 do 1967 izdeloval italijanski proizvajalec Fiat.

## Zgodovina
Model Fiat 600 Multipla so v Fiatu zasnovali na podvozju in motorju Fiata 600 ter sprednjem vzmetenju Fiata 1100. V vozilu je lahko sedelo ob vozniku še pet potnikov, kar je bilo doseženo s pomikom voznikovega prostora naprej nad sprednjo os in z dejansko odpravljenim prtljažnikom, vendar je karoserija imela videz enoprostorca z ravnim sprednjim delom. Vozilo so predstavili na avtomobilskem salonu v Bruslju januarja 1956, njegovo proizvodnjo pa so zaključili spomladi 1967, ko ga je nadomestil model Fiat 850 Familiare. Ime Multipla so v Fiatu ponovno uporabili koncem leta 1998, za kompaktni enoprostorec Fiat Multipla.

## Opis
Fiat 600 Multipla je bil na voljo v treh konfiguracijah notranjosti:
- 4/5-sedežna različica je imela dve vrsti sedežev: fiksno prednjo klop za voznika in sovoznika, zložljivo zadnjo klop za dva ali tri potnike, prtljažni prostor med zadnjimi sedeži in požarno steno pred motorjem. Zadnji sedeži se zloženi izravnajo s podom.

- 6-sedežna različica je imela tri vrste sedežev: fiksno prednjo klop za voznika in sovoznika ter štiri enojne sedeže zadaj v dveh vrstah. Zadnje sedeže je bilo mogoče posamično zložiti ravno do tal, kar je omogočalo nastavljiv prtljažni prostor z enakomerno nakladalno površino. Z dvignjenimi šestimi sedeži se je prtljažnik zmanjšal na zadnjo polico.

- Taksi različica je bila predstavljena na avtomobilskem salonu v Torinu aprila 1956. Imela je voznikov sedež in sedež za sopotnika, ki ga je bilo možno zložiti in je postal polica za prtljago, dva zložljiva sedeža na sredini ter klop zadaj ob požarni steni. Do sedemdesetih let 20. stoletja se je Multipla pogosto uporabljala kot taksi vozilo v mnogih delih Italije.

Sprva je 600 Multipla uporabljal vrstni štirivaljni motor z zgornjimi ventili, 663 ccm iz modela Fiat 600. Krajše končno prestavno razmerje je bila edina sprememba 4-stopenjskega ročnega menjalnika s sinhronizacijo na zgornjih treh prestavah naprej. Zadnje vlečno vzmetenje je prav tako bilo iz modela 600, medtem ko so sprednje vzmetenje z dvojnimi prečnimi prečnimi ročicami, skupaj z vijačnimi vzmetmi, koaksialnimi hidravličnimi blažilniki in stabilizatorjem – ter krmilne komponente izvirale iz večjega Fiata 1100. Druge spremembe so vključevale hladilnik z večjo prostornino in prestavitev rezervoarja za gorivo (ki je bil pri navadnem modelu 600 nameščen v sprednjem prtljažnem prostoru) nazaj, nad menjalnik. Rezervno kolo je bilo v notranjosti kabine, pred sovoznikovim sedežem. Proizvajalec je oglaševal najvišjo hitrost 90 km/h.
Septembra 1960 je bil model 600 Multipla deležen enakih mehanskih nadgradenj, ki so bile uvedene pri modelu 600 D, najpomembnejši pa je bil zmogljivejši štirivaljni motor z večjo vrtino in daljšim gibom ter delovno prostornino 767 ccm. To različico modela so poimenovali Fiat 600 D Multipla.